# Cragsmoor
Cragsmoor és una concentració de població designada pel cens dels Estats Units a l'estat de Nova York. Segons el cens del 2000 tenia 474 habitants.

## Demografia
Segons el cens del 2000, Cragsmoor tenia 474 habitants, 189 habitatges, i 137 famílies. La densitat de població era de 41,9 habitants per km².
Dels 189 habitatges en un 29,6% hi vivien nens de menys de 18 anys, en un 59,3% hi vivien parelles casades, en un 8,5% dones solteres, i en un 27,5% no eren unitats familiars. En el 20,1% dels habitatges hi vivien persones soles el 9% de les quals corresponia a persones de 65 anys o més que vivien soles. El nombre mitjà de persones vivint en cada habitatge era de 2,51 i el nombre mitjà de persones que vivien en cada família era de 2,92.
Per edats la població es repartia de la següent manera: un 23,2% tenia menys de 18 anys, un 5,5% entre 18 i 24, un 27,2% entre 25 i 44, un 31,6% de 45 a 60 i un 12,4% 65 anys o més.
L'edat mediana era de 40 anys. Per cada 100 dones de 18 o més anys hi havia 96,8 homes.
La renda mediana per habitatge era de 64.500 $ i la renda mediana per família de 56.250 $. Els homes tenien una renda mediana de 42.250 $ mentre que les dones 55.556 $. La renda per capita de la població era de 22.712 $. Entorn del 9,4% de les famílies i l'11,1% de la població estaven per davall del llindar de pobresa.